# Коста-дель-Маресме
Коста-дель-Маресме (исп. Costa del Maresme) — часть побережья Балеарского моря к югу от Коста-Брава. Находится в Каталонии, провинция Барселона, комарка Маресме. Представляет собой длинную узкую прибрежную полосу с песчаными пляжами, защищённую от северных ветров прибрежной горной цепью.
Коста-дель-Маресме традиционно являлось местом рыбацких и крестьянских поселений, жители которых занимались выращиванием винограда. Основная часть рыболовецкой отрасли базируется в Ареньс-де-Мар, который является первым рыболовным портом на Коста-дель-Маресме. Начиная с середины XX века на берегу стали появляться летние резиденции состоятельных жителей Барселоны, а также несколько отелей. С середины 80-х годов XX века в рамках развития сферы туризма в Испании вкладывались значительные средства в строительство и реконструкцию приморских городов Коста дель Маресме. Это привело к превращению Коста-дель-Маресме в крупный курортный и туристический центр.